# Дюссельдорф-Унтеррат
Унтеррат (нем. Unterrath) — один из 50 районов Дюссельдорфа, расположенный в 6-м округе города.

## География
Унтеррат находится в Рейнской области, на исторической территории Бергишес-Ланд.
Унтеррат граничит с другими районами города: Лохаузеном, Лихтенбройхом, Ратом, Мёрзенброхом, Дерендорфом и Штоккумом (по часовой стрелке с севера). Соответствующая окружающая граница в значительной степени образована улицами Флюгхафенштрассе, Кизхеккер Вег, Лихтенброхер Вег, Теодорштрассе,  A 52/B 1, Хёкстервег, Ан дер Пивипп, Тевиссенвег, Дайкерштрассе и Ам роте Хаус. Водоток Киттельбах, рукав северного Дюсселя, пересекает район в северном направлении.

## Описание района
Унтеррат — это переходный район. До сих пор он был скорее жилым районом для пожилых людей, но в последние годы произошла переориентация. Преобладают таунхаусы и двухквартирные дома, а также отдельно стоящие дома на одну семью. Часто встречаются старые постройки. Район усеян многочисленными небольшими зелеными насаждениями, которые хорошо видны на аэрофотоснимках. Средний возраст населения составляет 45 лет и 5 месяцев (по состоянию на 2007 г.), что на 2 года и 3 месяца выше, чем у всего города. Доля иностранцев (10,58%) ниже по сравнению с городом в целом (17,19%). Большая часть населения ездит на работу в другие части города или другие города. Новые здания, офисные районы и коммерческие площади строятся на основных магистралях, подъездных путях и улицах на севере. Комплекс аэропорта Дюссельдорфа также расширился от Лохаузена до Унтеррата. Районное кладбище находится на Унтерратер Штрассе (Unterrather Straße).

## История

### Предыстория и древность
Находки артефактов указывают на фауну ледникового периода около 14 000 лет назад, 5-ти тысячелетнюю историю культуры на севере Дюссельдорфа, ранние поселения в железном веке и кельтские завоевания. В доисторические времена эта область была сформирована Рейном в виде заболоченных лесов. Они возникали в результате меандрирования русла Рейна на восточной стороне речной долины вдоль крутого склона Аперского леса Аперского леса. Один из рукавов реки проходил по дну долины современного водотока Киттельбах. С другой стороны, Рейн неоднократно переживал половодья и ледоходы, что приводило к затоплениям больших территорий. В римско-германские времена местность, богатая дичью, использовалась для охоты. Здесь останавливались тенктеры, которые впоследствии стали частью племенного конгломерата рипуарских франков.

### Средневековье
Район, который до сих пор единообразно назывался «Рат», впервые упоминается в документе в 1072 году, когда салический король Генрих IV передал вотчину бывшего имперского министра Гунтрама на «вилле Роте» монастырю Кайзерсверт. С 910 года Унтеррат, ядро бывшего поселения «Рат», находился в графстве Конрада в Восточной Франконии. Поселение Рат было построено задолго до того, как оно было впервые упомянуто в документе, даже до того, как оно было захвачен Карлом Великим, во время второго франконского завоевания.

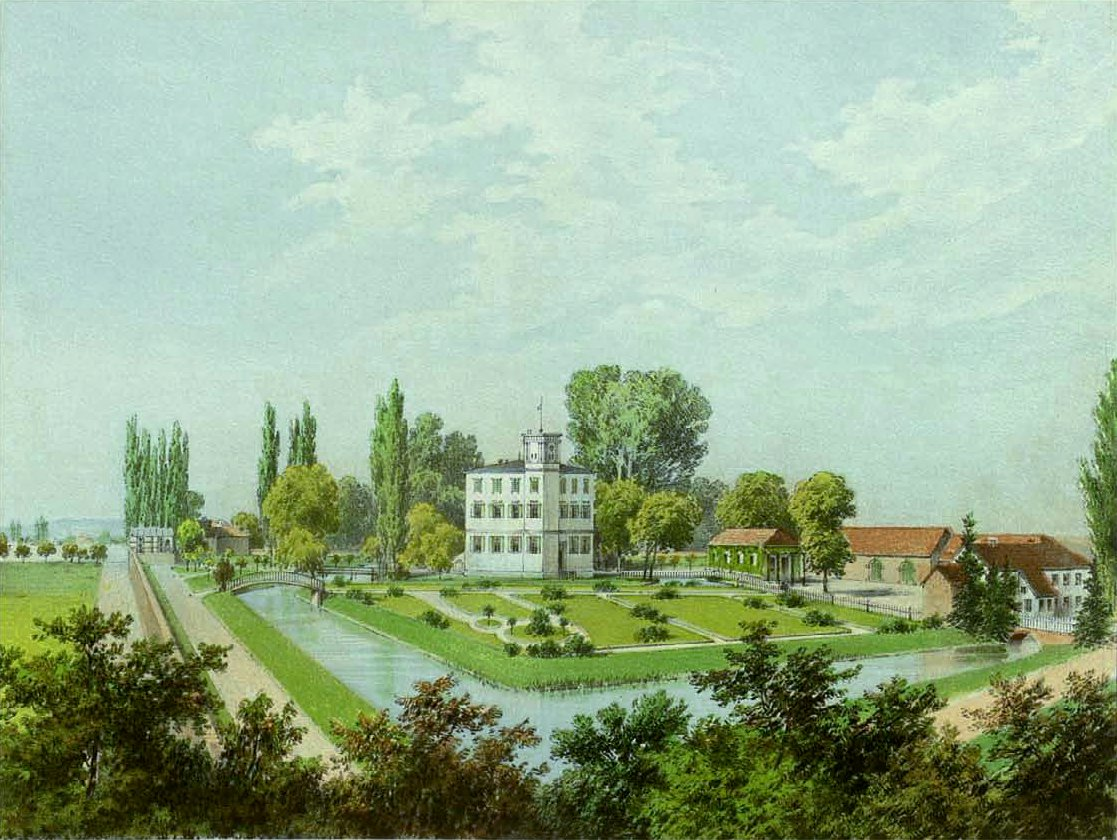
Рыцарское поместье Фолькардай в 1860 году

Первоначально это поселение в составе Франкской империи находилось посреди большого лесного массива на территории Австразии и являлось пограничным пунктом для защиты от саксов, которые жили за Аперским лесом. Это поселение послужило ядром для формирования сегодняшнего Унтеррата. Эта королевская усадьба и окружающий её лес были имперской собственностью. Название «Роте» (сегодня Рат) указывает на то, что первоначальное поселение, вероятно, было создано путем расчистки лесного массива примерно с 500 по 800 год нашей эры. Вокруг королевского двора в первой половине Средневековья был построен мотт. У этой королевской усадьбы в подчинении находились другие дворянские подворья, в том числе «Большой замок», «Хаус Хайн», «Хайлигендонк», «Фолькардай», «Кюртенхоф», «Гатерхоф» и «Хоферхоф». Эти рыцарские поместья позже превратились в усадьбы, где жили крестьяне-арендаторы. В дополнение к дворянским поместьям были созданы свободные усадьбы, такие как «Альте Бург» и «Икктер Хоф». В 1248 году король Вильгельм передал графу фон Бергу усадьбу «Роде» в качестве залога. Это было началом правления на данной территории графов и герцогов Бергских. Первоначально «Рат» был самым важной главной усадьбой из всех дворовых хозяйств по эту сторону Вуппера, а позже ей управляла администрация Ангермунда. Согласно Реестру администрации (Heberegister des Amtes) от 1620 г. о выплате натурой «Гревенхюнер» видно, что «Хондшафт Раде» в то время состоял из 28 домов. Если исходить из того, что в те годы на каждый дом приходилось в среднем по шесть жителей, находившихся в ведении казны, то в начале XVII века в хоншафте Рат должно было проживать около 168 человек. Эта королевская усадьба была разрушена в ходе Тридцатилетней войны. Остались только названия улиц, таких как, например, «Ам Кёнигсхоф/Am Königshof», напоминающих об упомянутых усадьбах.

### Современность

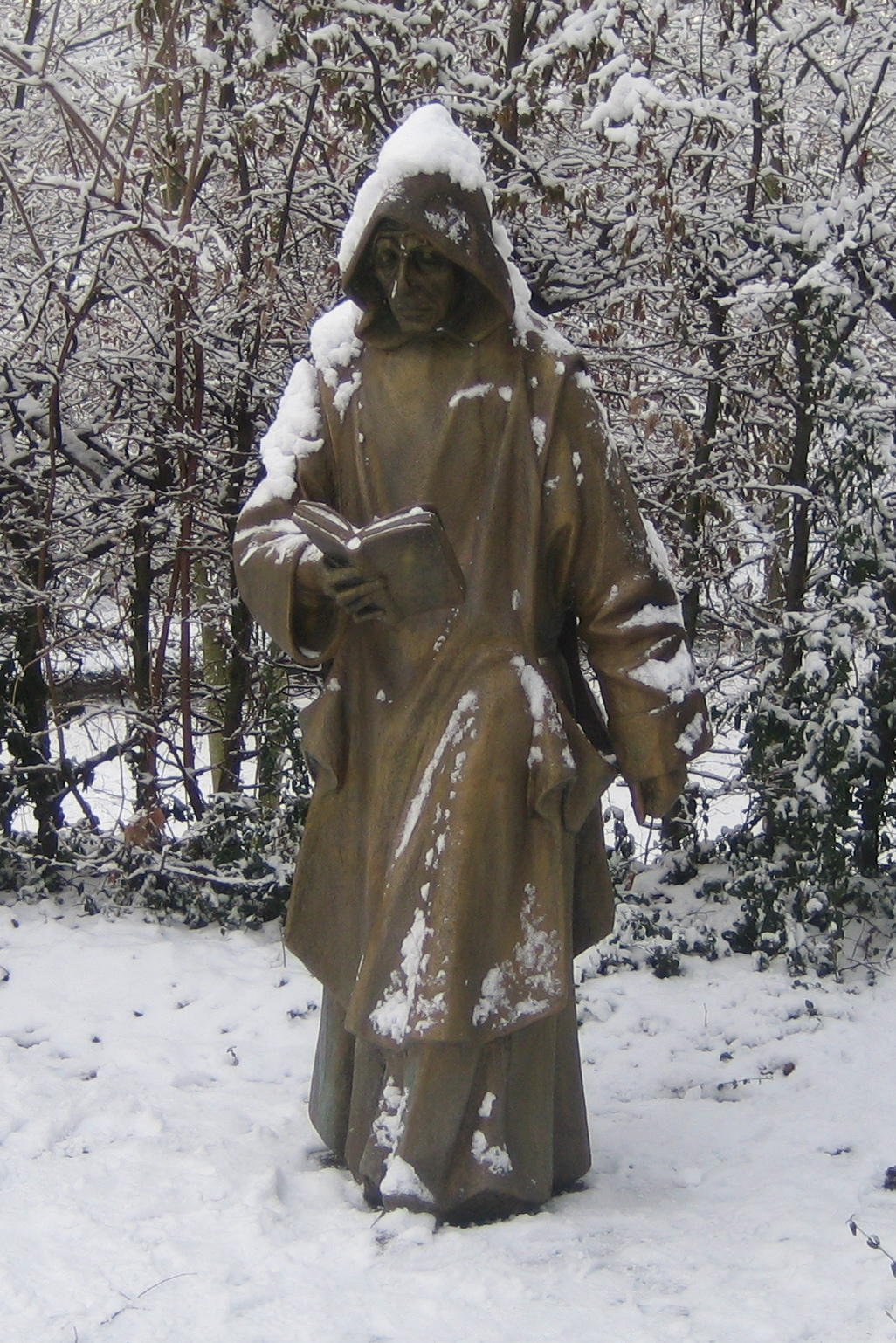
Мемориал картезианского монастыря в Унтеррате

Король Генрих VII разрешил монастырю построить в Рате часовню, которая была освящена в 1224 году. Этот район ранее религиозно окормлялся церковью Св. Вальбурги в Кайзерсверте, которая позже была разрушена. В 1673 г. часовня была заменена небольшой церковью, а в 1694 г. здесь было помещено изображение «Страждущая Богоматерь», давшая впоследствии название общине. Неподалёку, на сегодняшнем углу улиц Кюртенштрассе и Лихтенброхер Вег была построена первая и до 1856 года единственная школа для детей общины. Рядом с королевской усадьбой находился старейший дюссельдорфский монастырь «Мария Нот», который, вероятно, был подарен одновременно с часовней Рата императором Фридрихом II. Впервые он упоминается в документе 1347 г., когда был присоединён к женскому ордену францисканцев. В 1811 году, в результате Заключительного постановления Имперской депутации, часовня Рат получила статус приходской церкви. В непосредственной близости католический церковный орден «Дочери Святого Креста» сначала управляли учебно-воспитательным учреждением для девочек с 1857 по 1875 год, а затем в 1881 году построили Дом Святого Иосифа для умственно и физически неполноценных людей, который существует до сих пор.
В 1869 году бывшая дворянская усадьба «Хаус Хайн», принадлежавшая главной усадьбе королевского двора, стала собственностью монахов-картезианцев, которые расширили её до монастыря «Мария Хайн». Так образовалась новая ветвь картезианского ордена на немецкой земле. Закладной камень сегодняшней церкви «Марии под Крестом» (Мария-унтер-дем-Кройц) был установлен в ноябре 1870 года, а после её освящения в 1873 году старая «Церковь Рата» была демонтирована. До 1898 года это была единственная церковь Унтеррата. В 1905 году в связи с увеличением населения община верующих была возведена в статус прихода. В 1808 году, в период французского правления, при зяте Наполеона Мюрате Унтеррат был присоединен к пригородной мэрии Эккамп , позже ставшей округом Дюссельдорфа. Площадь сельской общины «Рат» была намного больше, чем сегодняшний административный городской район. Части были переданы соседним общинам уже не только в процессе присоединения к Дюссельдорфу, но и позже. Городской округ 6 примерно соответствует размерам бывшего самостоятельным «Рата». Название «Унтеррат», уже распространённое в просторечии, зафиксировано в новой редакции устава «Общины стрелков Святого Севастиана» от 22 октября 1845 года и использовалось как название станции Унтеррат, построенной в 1891 году благодаря усилиям пастора Франца Шаутена на железнодорожной линии между Дерендорфом и Калькумом на главной линии железной дороги Дюссельдорфа.

## Экономика
Крупными работодателями в соседних районах являются завод Mercedes-Benz, аэропорт Дюссельдорфа, муниципальный оптовый рынок, ISS и др. Рядом с этими гигантами находится большое количество более мелких компаний, которые прямо или косвенно с ними связаны. Штаб-квартира Рейнской ассоциации сберегательных касс и жиро находится на Парсевальштрассе с 2017 года. Известным местным работодателем является фирма по производству горчицы «Лёвензенф» (Löwensenf). Прямая связь с аэропортом Дюссельдорфа даёт многим из этих компаний еще одно преимущество. Следует также упомянуть аэропорт-сити, строящийся на месте бывших казарм. Здесь отстроены здания: гостиницы Maritim Hotel, Кооперативной Ассоциации регионов, Ассоциации немецких инженеров и филиала фонда медицинского страхования компании Сименс. Розничная торговля в основном расположена в районе улиц Калькумер- и Унтерратер Штрассе. Предложение в основном ориентировано на повседневные потребности населения.

## Культура и искусство

### Архитектура
Церковь «Мария под Крестом» (Maria unter dem Kreuz) изначально была спроектирована в неоготическом стиле. Строительство велось архитектором Августом Ринклаком и освящено 14 сентября 1873 года викарным епископом Кёльна Фридрихом Баудри. В 1930-1931 годах первоначальный комплекс XIX века был основательно реконструирован архитектором Паулем Зюльтенфуссом. Расширение главного нефа и трансептов придало ему центрический характер, что снова было подчеркнуто после перестройки в 1976 году архитектором Генрихом Дёлькеном. Особенностью является то, что за содержание церкви отвечает государство, а за церковную башню – приход и архиепархия Кёльна. Причина этого в том, что государство из-за своего покровительственного обязательства хотело заплатить только за новую церковь без башни, потому что старая «Ратская церковь» не имела башни. Поэтому районная администрация сама профинансировала строительство башни и содержит её по сей день. Вопреки обычному расположению, орган находится впереди слева от престола, а алтарь служит также местом размещения хора. Особое убранство церкви включает старинные ряды деревянных сидений по сторонам алтаря (1620 г.) и Пьету (датируемую началом XVI века), известную как чудотворный образ Унтерратера, который принадлежал францисканскому монастырю. Согласно местному преданию Пьета была подарком императора Генриха VII. Церковная башня была включена в генеральный план развития города Дюссельдорфа, что выделяет ее как особое сооружение Дюссельдорфа.
Одно из старейших зданий района — дом на Унтерратер Штрассе, 56. Он был возведен в 1784 году, как видно по якорным укреплениям стены на восточном фасаде, и является одним из последних остатков зданий бывшего села и сельского поселения. Здание представляет собой характерный тип жилого дома во дворе, которых в Дюссельдорфе сохранилось всего несколько экземпляров. Общее название дома „Клинке“ (Klinke) восходит к названию старинного поместья, принадлежавшего Иоганну Инхофену, которому дом принадлежал в XVIII веке и из которого позже возник одноименный ресторан. Благодаря своему расположению на большом перекрестке, площадь перед домом была центральным местом собраний округи и до сих пор имеет большое значение для местных обычаев. Дома на улице „Ам Клостерхоф“ 6 и 10 были построены в тот же период. Последний, с номером 1710 на пороге, известен как «Вилла Каузен». Они принадлежали бывшему монастырю францисканских монахинь, а позже (частично) служили текстильному фабриканту Фридриху фон Диргардту в качестве административных зданий.
Самое высокое здание в районе — диспетчерская вышка аэропорта на Тауэр-штрассе, высотой 85 м, построенной в 2002 году и эксплуатируемой немецкой авиадиспетчерской службой.
Это самая высокая диспетчерская вышка в Германии. Архитектурной особенностью является операционная, установленная на высоте прямо под смотровым помещением. Она прикреплена к монолитному железобетонному оголовку башни консольной рамной конструкцией, опирающейся на кронштейны внешней опоры и смотрится как бы в повешенном состоянии.